# 고타케역
고타케역(일본어: 小竹駅)은 일본 후쿠오카현 구라테군 고타케정에 위치한 규슈 여객철도 지쿠호 본선의 철도역이다. 섬식 승강장 1면 2선의 구조를 갖춘 지상역이다.

## 역 주변
- 국도 제200호선
- 고타케 정청

## 역사
- 1892년 10월 28일 : 지쿠호 흥업 철도가 개설.
- 1894년 12월 28일 : 이 역 - 고부쿠로 (고부쿠로 탄광)간 (후의 고부쿠로 선)개통.
- 1897년 10월 1일 : 지쿠호 철도를 규슈 철도가 합병.
- 1902년 6월 2일 : 이 역 - 시오가시라 간 화물 지선 (후의 지쿠호 본선) 개통.
- 1907년 7월 1일 : 규슈 철도가 국유화되어, 일본 제국 철도성 소관.
- 1913년 7월 1일 : 이 역 - 신타 간 화물 지선 (지쿠호 본선)개통.
- 1945년 6월 10일 : 합리화에 의해 이 역 - 시오가시라 간 화물 지선이 폐지해, 이 역의 측선으로서 병합.
- 1969년
  - 7월 1일 : 이 역 - 신타 간 화물 지선 폐지.
  - 12월 8일 : 고부쿠로 선 폐지.
- 1982년 11월 15일 : 화물 업무 취급 폐지.
- 1987년 4월 1일 : 일본국유철도 분할 민영화에 의해, 규슈 여객철도가 승계.
- 2001년 10월 6일 : 역사 개축.
- 2009년 3월 1일 : IC카드 SUGOCA 사용 개시.

## 인접 역
| 지쿠호 본선        | 지쿠호 본선              | 지쿠호 본선          |
| ------------------ | ------------------------ | -------------------- |
| 노가타 오리오 방면 | ■ 후쿠호쿠유타카 선 쾌속 | 나마즈타 하카타 방면 |
| 가쓰노 오리오 방면 | ■ 보통                   | 나마즈타 하카타 방면 |